# Scorpaenodes rubrivinctus
Scorpaenodes rubrivinctus är en fiskart som beskrevs av Poss, Mccosker och Baldwin 2010. Scorpaenodes rubrivinctus ingår i släktet Scorpaenodes och familjen Scorpaenidae. Inga underarter finns listade i Catalogue of Life.